# Edward Grabski

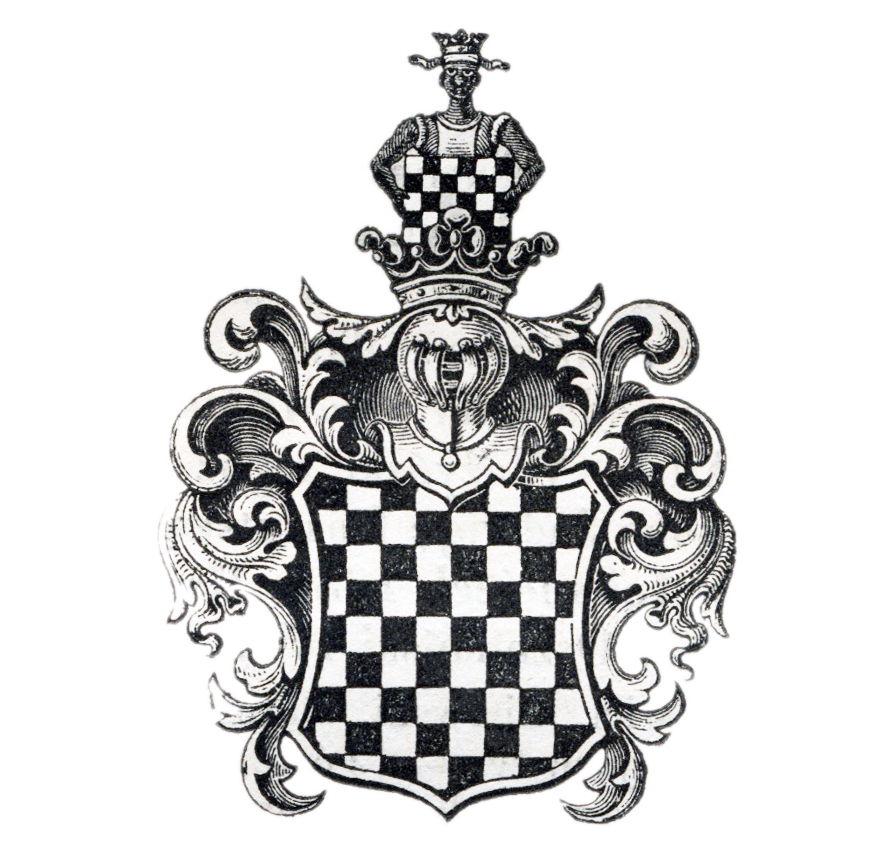
Herb Wczele, którym od pokoleń pieczętowała się rodzina Grabskich

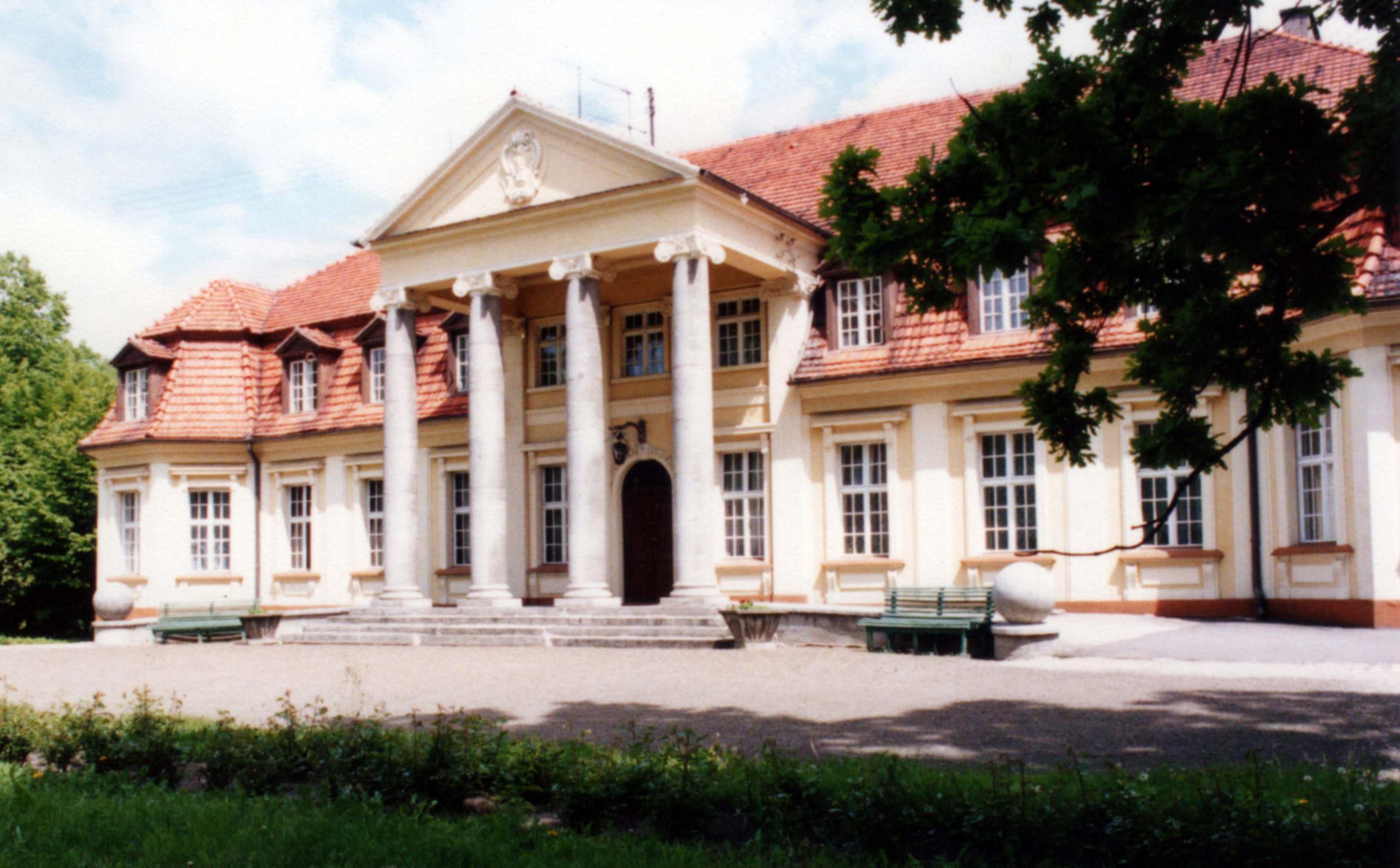
Pałac w Bieganowie k. Wrześni wybudowany w latach 1914–1916 przez Edwarda Grabskiego h. Wczele

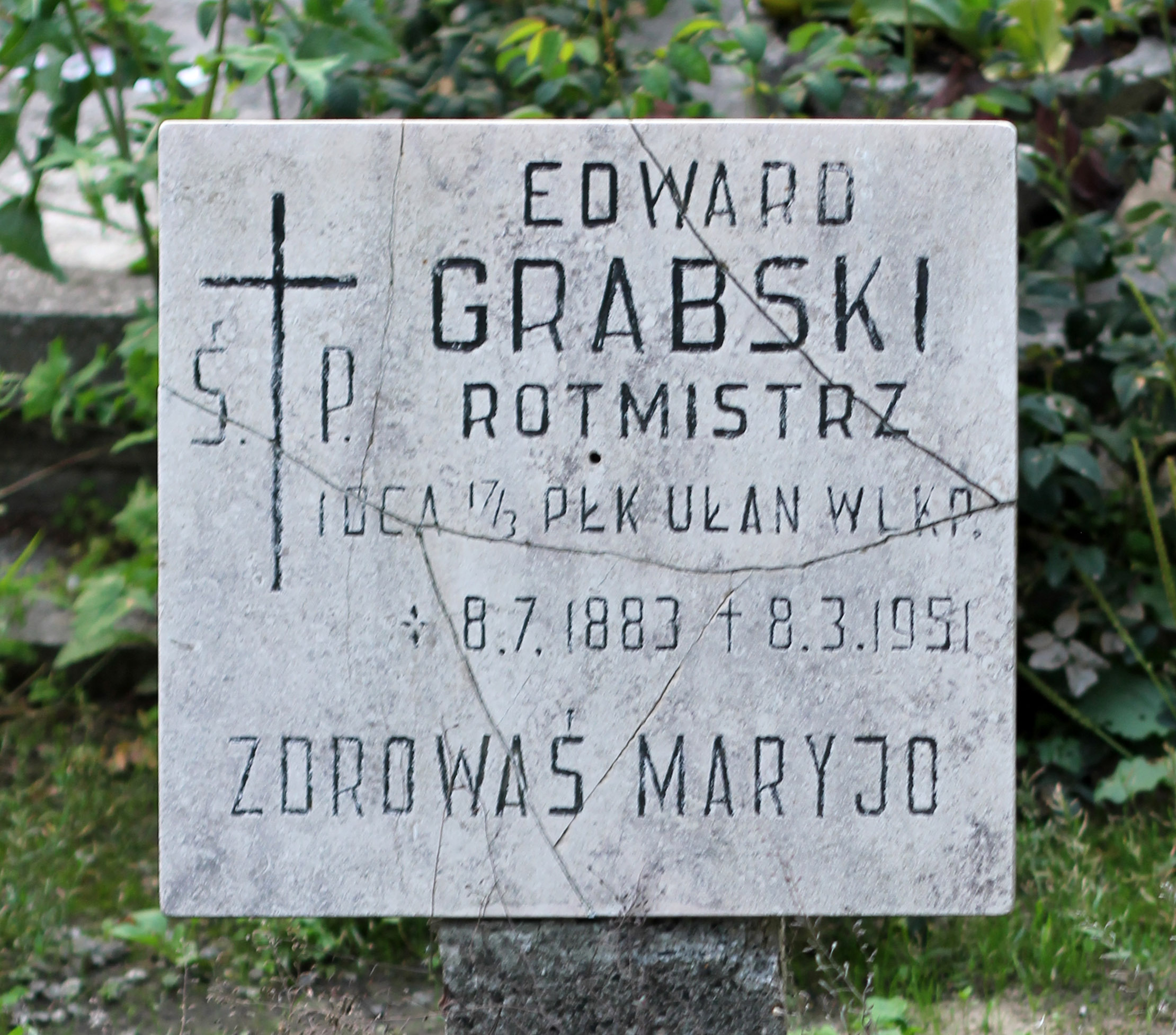
Tablica z nagrobka Edwarda Grabskiego na cmentarzu Górczyńskim w Poznaniu

Edward Zenon Grabski z Grabu h. Wczele (ur. 8 lipca 1883 w Kruszy Podlotowej, zm. 8 marca 1951 w Poznaniu) – ziemianin, przemysłowiec, działacz społeczny, fundator, filantrop, szambelan papieski, rotmistrz Wojska Polskiego II Rzeczypospolitej.

## Młodość
Był trzecim i ostatnim dzieckiem Mariana Grabskiego, właściciela Kruszy Podlotowej, i Heleny z Broniszów. Miał dwie starsze siostry, Janinę i Franciszkę. Początkowo uczył się w Inowrocławiu, następnie w Gimnazjum Realnym w Bydgoszczy. W 1906 roku przejął od ojca zarząd nad majątkiem w Bieganowie i w tym samym roku założył tutaj Kółko Rolnicze, którego głównym celem była wzajemna pomoc w utrzymaniu ziemi. W roku 1908 rozpoczął studia ekonomiczne na Uniwersytecie w Lipsku. Ze względu jednak na liczne obowiązki związane z prowadzeniem powierzonego mu przez ojca majątku, w następnym roku opuścił uczelnię i wrócił do Bieganowa.

## Kariera wojskowa
Po ukończeniu gimnazjum, w latach 1904–1905 odbył, jako jednoroczny ochotnik, obowiązkową służbę wojskową w 4 Pułku Huzarów Pruskich im. von Schilla w Oławie. 2 sierpnia 1914 roku, po wybuchu I wojny światowej, został zmobilizowany do wojska pruskiego z przydziałem do 46 pułku piechoty, w którym sprawował obowiązki zastępcy oficera. Od 12 sierpnia 1914 roku walczył na froncie zachodnim we Francji. 26 października 1914 roku został awansowany do stopnia podporucznika. W ciągu ostatnich (1915–1918) trzech lat wojny pełnił obowiązki dowódcy szwadronu i adiutanta w 5 oddziale taborów w Poznaniu.
29 grudnia 1918 roku, po rozbrojeniu niemieckich oddziałów garnizonu gnieźnieńskiego, przystąpił do organizacji milicji ludowej. 6 stycznia 1919 roku z rozkazu pułkownika Kazimierza Grudzielskiego zorganizował ochotnicze biuro werbunkowe i przystąpił do organizacji szwadronu jazdy. W dniach 8–15 stycznia 1919 roku oddział kawalerii, którym dowodził, wziął udział w akcji odbicia Szubina z rąk niemieckich. 2 lutego 1919 roku gen. por. Józef Dowbor-Muśnicki powierzył mu organizację i czasowe pełnienie obowiązków dowódcy 2 pułku ułanów, który następnie został przemianowany na 3 pułk Ułanów Wielkopolskich i w końcu na 17 pułk Ułanów Wielkopolskich. 14 lutego 1919 roku przekazał dowodzenie pułkiem ppłk. Kazimierzowi Raszewskiemu, na prośbę którego pozostał w macierzystym oddziale na stanowisku adiutanta.
30 marca 1919 roku otrzymał awans na stopień porucznika. Ze względu na sytuację rodzinną 25 sierpnia 1919 roku został na własną prośbę zwolniony z wojska, jednak do służby wojskowej powrócił już w następnym roku, obejmując stanowisko zastępcy komendanta Powiatowej Komendy Uzupełnień w Gnieźnie. Ostatecznie został przeniesiony do rezerwy w 1921 roku z przydziałem mobilizacyjnym do 8 pułku strzelców konnych w Chełmnie. 30 marca 1924 roku otrzymał awans na stopień rotmistrza kawalerii.
Po zakończeniu wojny z bolszewikami został zweryfikowany w stopniu rotmistrza ze starszeństwem z dniem 1 czerwca 1919 roku. W 1934 roku pozostawał na ewidencji Powiatowej Komendy Uzupełnień w Gnieźnie. Posiadał przydział mobilizacyjny do Okręgowej Kadry Oficerskiej Nr VII.

## Działalność społeczna
Edward Grabski w powiatach wrzesińskim i gnieźnieńskim znany był przede wszystkim jako działacz społeczny. Przed 1939 rokiem był prezesem, wiceprezesem lub członkiem kilkunastu towarzystw, związków, kół, rad nadzorczych i innych organizacji. W 1920 roku z jego inicjatywy powołano we Wrześni Bank Kupiecko-Przemysłowy, którego był pierwszym prezesem. Pełnił również funkcję kuratora Szkoły Rolniczej we Wrześni oraz zasiadał w Komisji Szkolnictwa Rolniczego Wielkopolskiej Izby Rolniczej. Prowadził również szeroką działalność charytatywną, która polegała m.in. na finansowaniu z własnych środków różnorodnych przedsięwzięć. Dwukrotnie wraz z żoną (w latach 1919 i 1939) fundował sztandary dla 17 pułku ułanów. W latach wielkiego kryzysu wspomagał finansowo kawalerzystów-rezerwistów, którzy znaleźli się w trudnej sytuacji materialnej. Finansował również inne przedsięwzięcia, m.in. prace nad prototypem ślizgowca prowadzone przez inż. Stefana Witkowskiego. Utrzymywał kontakty ze znanymi, zwłaszcza w okresie dwudziestolecia, artystami: malarzami (m.in. z ojcem Efremem z Kcyni, Mieczysławem Kościelniakiem), rzeźbiarzami (m.in. Jakubem Juszczykiem), architektami (m.in. Stefanem Cybichowskim), których często zapraszał do Bieganowa i gościł w swoim dworze. Wydatnie wspierał Kościół katolicki, m.in. finansował renowację katedry gnieźnieńskiej. Za liczne zasługi dla kościoła papież Pius XI nadał mu w 1929 roku tytuł szambelana papieskiego (Cameriere d'onore de Spade e Cappa Soprannumerari di Santa Sede).

## Po 1939 roku
Po wybuchu II wojny światowej został razem z rodziną wysiedlony do Gniezna, a następnie trafił do Warszawy, gdzie włączył się czynnie do konspiracji. W połowie sierpnia 1944 roku został wraz z żoną i dwiema córkami wysiedlony z Warszawy i osadzony w obozie przejściowym w Pruszkowie. Stąd został wywieziony na roboty przymusowe do Niemiec. Pracował m.in. jako robotnik przymusowy w Badische Uhren Fabrik GmbH w Furtwangen. W Furtwangen przebywał razem z żoną i dwiema córkami. Małżonkowie jako robotnicy przymusowi zamieszkiwali w prywatnym domu Emilie i Jakoba Beisinger, obie córki zaś przebywały w Ostarbeiterlager (obóz dla pracowników ze Wschodu). Najmłodsza córka, Teresa, nie przeżyła pobytu w obozie i zmarła z wycieńczenia w lipcu 1945 roku. W 1946 Grabski wrócił do Polski. Nie mogąc osiąść w promieniu 100 km od swego majątku, zamieszkał najpierw w Krakowie, a następnie przeniósł się do Tarnowa, gdzie mieszkał w latach 1946–1950. Władze Polski Ludowej odmówiły mu prawa do emerytury. W Tarnowie m.in. pomagał córce i zięciowi w prowadzeniu niewielkiego sklepu żelaznego. W 1950 przeniósł się do Poznania, gdzie mieszkał aż do śmierci.
Zmarł 8 marca 1951 roku. 12 marca 1951 roku został pochowany na cmentarzu Górczyńskim w Poznaniu (kwatera IVP-30-25).

## Życie prywatne i rodzina
21 lutego 1911 roku w Poznaniu poślubił Janinę Nepomucenę Prądzyńską h. Księżyc. Z małżeństwa tego narodziło się ośmioro dzieci: Helena, Maria, Jan, Leon, Edward, Barbara, Bolesław i Teresa. Leon i Edward (syn) Grabscy działali od 1940 roku w Warszawie w konspiracyjnych Narodowych Siłach Zbrojnych. Byli uczestnikami powstania warszawskiego i obaj zginęli podczas działań bojowych.
Edward Grabski był bratankiem Leona Grabskiego, gnieźnieńskiego przemysłowca, samorządowca, posła do Reichstagu i Lucjana Grabskiego, inowrocławskiego przemysłowca, współtwórcy inowrocławskich solanek, zwolennika i propagatora pracy organicznej.

## Ordery i odznaczenia
- Krzyż Niepodległości (20 grudnia 1932)[5]
- Krzyż Kawalerski Orderu Odrodzenia Polski (11 listopada 1937)[6]
- Złoty Krzyż Zasługi (27 czerwca 1928)[7][8]
- Medal Pamiątkowy za Wojnę 1918–1921[8]

## Uhonorowanie

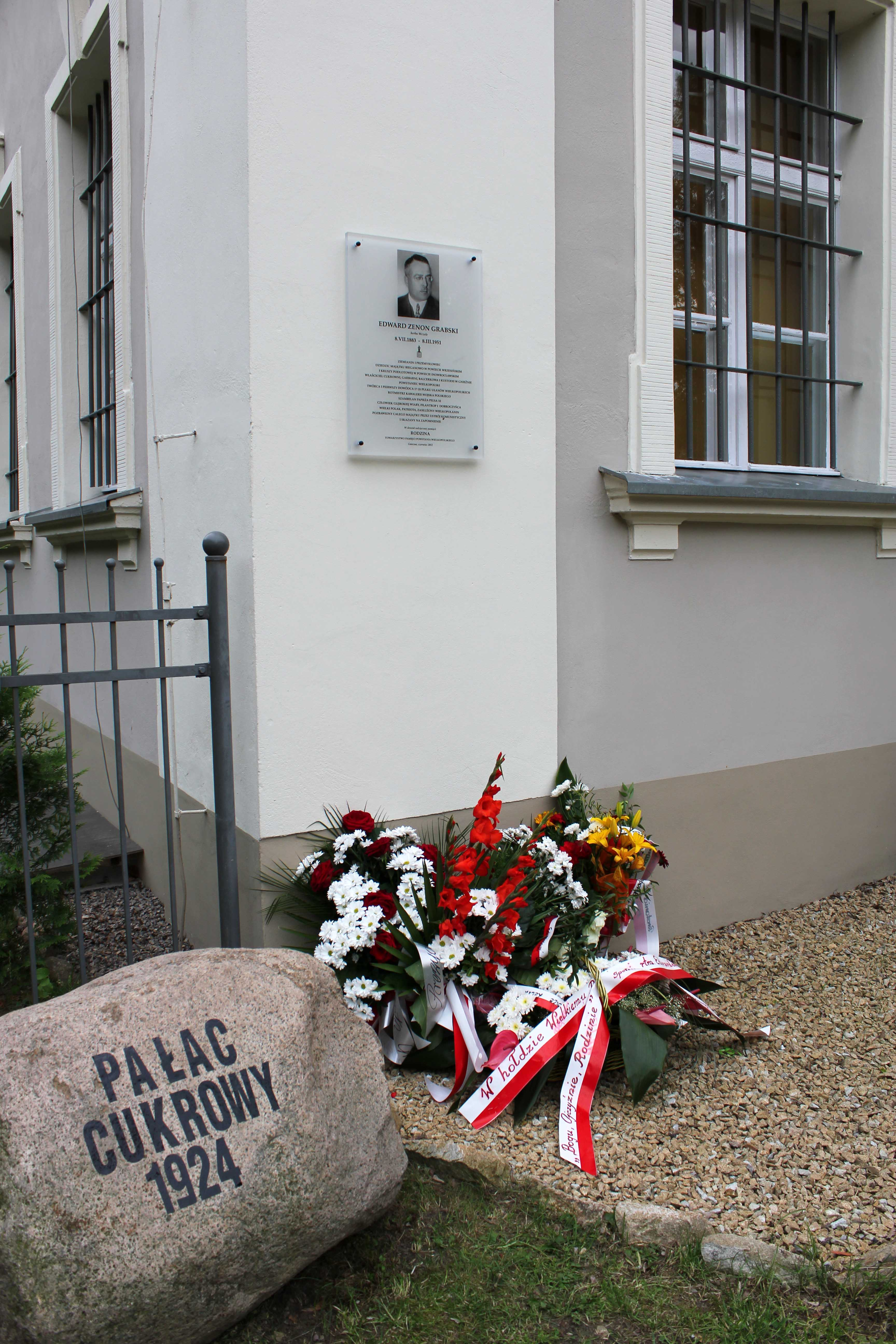
Tablica ku czci Edwarda Grabskiego na budynku byłej Dyrekcji Cukrowni w Gnieźnie, 30.06.2012.

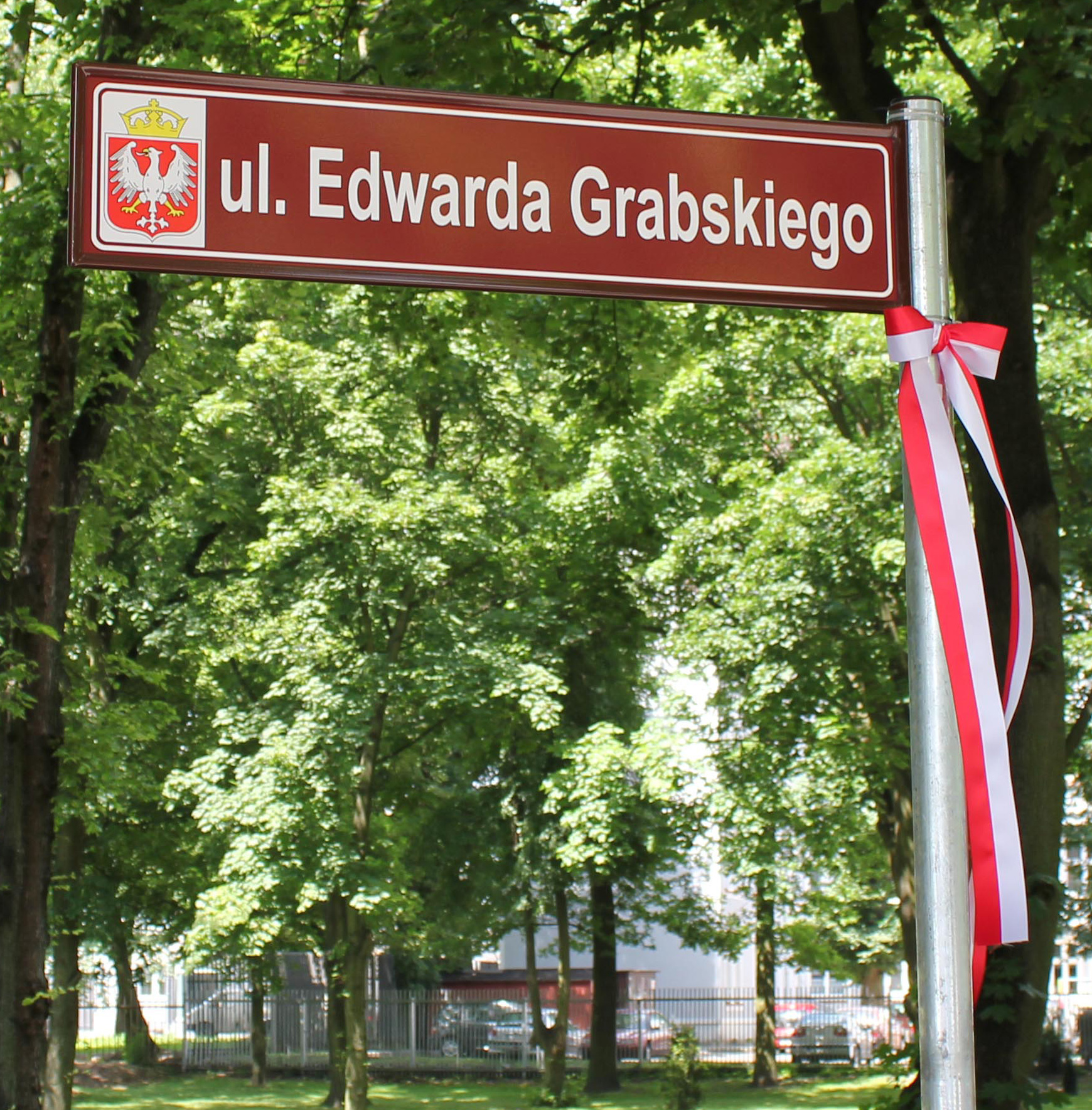
Tablica z nazwą ulicy Edwarda Grabskiego w Gnieźnie, 29.06.2012.

- 20 czerwca 2012 roku podczas XXIV Sesji Rady Miasta Gniezna radni jednogłośnie podjęli uchwałę o nadaniu jednej z ulic Gniezna imienia Edwarda Grabskiego. Symboliczne przecięcie wstęgi miało miejsce w sobotę 30 czerwca 2012 roku, a dokonali tego wspólnie: Jacek Kowalski (Prezydent Gniezna), Maria Kocoń (Przewodnicząca Rady Miasta Gniezna), Beata Tarczyńska (radna Rady Miasta Gniezna), Robert Gaweł (prezes Towarzystwa Pamięci Powstania Wielkopolskiego Oddział Gniezno), Zuzanna Białkiewicz (wnuczka Edwarda Grabskiego) i Wiktor Gałkowski (praprawnuk Edwarda Grabskiego).
- 30 czerwca 2012 roku w Gnieźnie na budynku Dyrekcji Cukrowni odsłonięto tablicę pamiątkową poświęconą Edwardowi Grabskiemu. Jej odsłonięcia dokonali: abp Józef Kowalczyk (Prymas Polski), Jacek Kowalski (Prezydent Gniezna), Janina Białkiewicz-Gałkowska, Joanna Białkiewicz (prawnuczki Edwarda Grabskiego) oraz Wiktor Gałkowski (praprawnuk Edwarda Grabskiego).
- W dniach 20.06–15.07.2012 roku w Gminnym Ośrodku Kultury w Kołaczkowie (pow. wrzesiński) przygotowano wystawę pt. Edward Grabski. Bogu, Ojczyźnie, Rodzinie. Na wystawie zaprezentowano ok. 100 reprodukcji archiwalnych fotografii dokumentujących działalność publiczną i życie prywatne Edwarda Grabskiego i pamiątki po nim (m.in. oryginalne odznaczenia). 1 lipca 2012 roku w sali sesyjnej Urzędu Gminy w Kołaczkowie odbyła się konferencja zorganizowana pod auspicjami Instytutu Pamięci Narodowej Oddział w Poznaniu, w której ze swoim wykładem pt. Wielkopolskie dwory i ich mieszkańcy wystąpiła dr Agnieszka Łuczak – naczelnik Oddziałowego Biura Edukacji Publicznej IPN Oddział w Poznaniu. Inicjatorem wystawy był Marek Błaszczyk, który w czasie konferencji wygłosił prelekcję pt. Edward Grabski – człowiek publiczny, człowiek prywatny. Całość przedsięwzięcia możliwa była dzięki wspólnemu zaangażowaniu GOK-u w Kołaczkowie, IPN Oddział w Poznaniu, Szkoły Podstawowej w Bieganowie, sołectwa wsi Bieganowo oraz parafii pw. Znalezienia Krzyża Świętego w Bieganowie.
- 26 października 2013 roku w świetlicy wiejskiej w Bieganowie otwarto ścieżkę edukacyjną „Z Biegana ta wieś się wywodzi...”. Fragment tej ścieżki poświęcony jest osobie Edwarda Grabskiego oraz jego rodzinie.
- 31 marca 2017 roku w Gnieźnie, w Centrum Kultury „Scena to dziwna” odbyła się premiera filmu dokumentalnego Bogumiła Bieleckiego pt. „Gorzka historia cukrowni”. Dokument, prezentujący ponad 120-letnią historię (1882–2003) największego wybudowanego przez Polaków zakładu przemysłowego w Gnieźnie, porusza również wątki biograficzne związane z osobą jej założyciela, Leona Grabskiego, oraz drugiego właściciela i dyrektora, Edwarda Grabskiego. Obraz ten dedykowany „Pamięci Szambelana Edwarda Grabskiego, właściciela cukrowni oraz wszystkich jej pracowników, którzy tak dobrze zapisali się w historii Gniezna” jest pierwszym filmem stworzonym po 1939 roku, w którym mowa jest o życiu i działalności Edwarda Grabskiego, i jednocześnie drugim znanym dziełem dedykowanym Grabskiemu.